# Фишер, Йошка
Йо́шка Фи́шер (нем. Joschka Fischer; настоящее имя Йо́зеф Ма́ртин Фи́шер, нем. Joseph Martin Fischer; 12 апреля 1948, Гераброн, Баден-Вюртемберг, ФРГ) — немецкий политический и государственный деятель из Партии зелёных. В 1998—2005 годах занимал пост министра иностранных дел Германии и вице-канцлера.

## Биография
Родители Фишера, по национальности венгр и немка, были депортированы из Венгрии в 1946 году (семья принадлежала к католической церкви, и в детстве Йошка был алтарным служкой). Оставил среднюю школу, став учеником фотографа, а в 1967 году сделал решительный выбор в пользу левых политических убеждений после убийства полицейским демонстранта в Западном Берлине (позднее в общественно-политических кругах утвердилась точка зрения, что тот полицейский являлся агентом разведки ГДР). В 1968 году Йошка Фишер переехал во Франкфурт-на-Майне, примкнул к ультралевой группировке Революционная борьба и участвовал в различных студенческих манифестациях и протестах, подрабатывая во множестве разных мест, в том числе таксистом. К 1977 году, когда ультралевые начали кампанию насилия, Фишер отошёл от них и в 1982 году вступил в партию зелёных. В 1983 году, на волне общественных протестов против размещения в Западной Европе американских баллистических и крылатых ракет, в числе первых «зелёных» был избран в бундестаг. В тот период программа этой партии требовала закрытия всех атомных электростанций, сокращения рабочей недели, выхода ФРГ из НАТО и роспуска вооружённых сил, но Фишер возглавил фракцию так называемых «реалистов», которые добивались вхождения в действующую политическую систему страны. В 1990 году «зелёные» не прошли в парламент по итогам первых общегерманских выборов, и Фишер постепенно стал неформальным лидером партии, хотя её устав предполагал коллегиальное руководство.
В 1994 году он возглавил партийную фракцию в бундестаге, а в 1998 году получил портфель министра иностранных дел в первом правительстве Шрёдера.
В 1999 году выступил за проведение военной операции НАТО против Югославии во время Косовской войны, выдержав бурную дискуссию на съезде «зелёных» в Билефельде, где в него бросили полиэтиленовый пакет с жидкостью.
В ходе предвыборной кампании 2002 года канцлер Шрёдер называл своё противодействие готовившемуся тогда вторжению США и их союзников в Ирак свидетельством нового, «германского пути», во внешней политике. В ответ на просьбу журналистов прокомментировать эти заявления, Фишер сказал: «Нет. Это ничто. Забудьте об этом. Забудьте о германском пути».
В мае 2002 года Хайфский университет присвоил Йошке Фишеру звание почётного доктора наук.

### Скандал 2005 года
В начале 2005 года Фишер был обвинён в злоупотреблениях при массовой выдаче немецких виз украинским гражданам (Визовый скандал), противники тогда выдвигали требования отставки Фишера с поста вице-канцлера и министра.
Конкретно, в инструкции по облегчённой выдаче виз для сотрудников посольств, принятой в 1999—2000 годах, было указано, что при определённых условиях посольство не имеет права отказать просителю. При этом имелась лазейка, которой воспользовались некоторые турагентства Украины, непонятным образом знакомые с деталями инструкции. В результате количество виз, выданных гражданам Украины, значительно возросло (300 тысяч в 2000 вместо 150 тысяч в 1999), при этом визы выдавались без надлежащих проверок платежеспособности. По обвинениям, предъявленным министерству, этот канал широко использовался криминальными структурами для наводнения Германии незаконными иностранными рабочими и проститутками; при этом нарушались принципы визового режима, принятые в Европейском союзе. Фишер был привлечён следствием в качестве свидетеля и сделал заявление, в котором взял на себя всю ответственность за визовую политику, однако смог оправдать свои действия и сохранить посты, хотя его политический рейтинг резко упал.

### По завершении политической карьеры
С 2006 года в качестве приглашённого профессора читал лекции по вопросам международной политики в Принстонском университете.
В июне 2009 года Фишер стал консультантом по политическим вопросам и общественным связям международного консорциума, занимающегося строительством газопровода «Набукко», а в октябре того же года — консультантом по международным связям и корпоративной стратегии концерна Siemens AG (совместно с Мадлен Олбрайт).